# Igreja de Nossa Senhora do Rosário e São Benedito (Paraty)

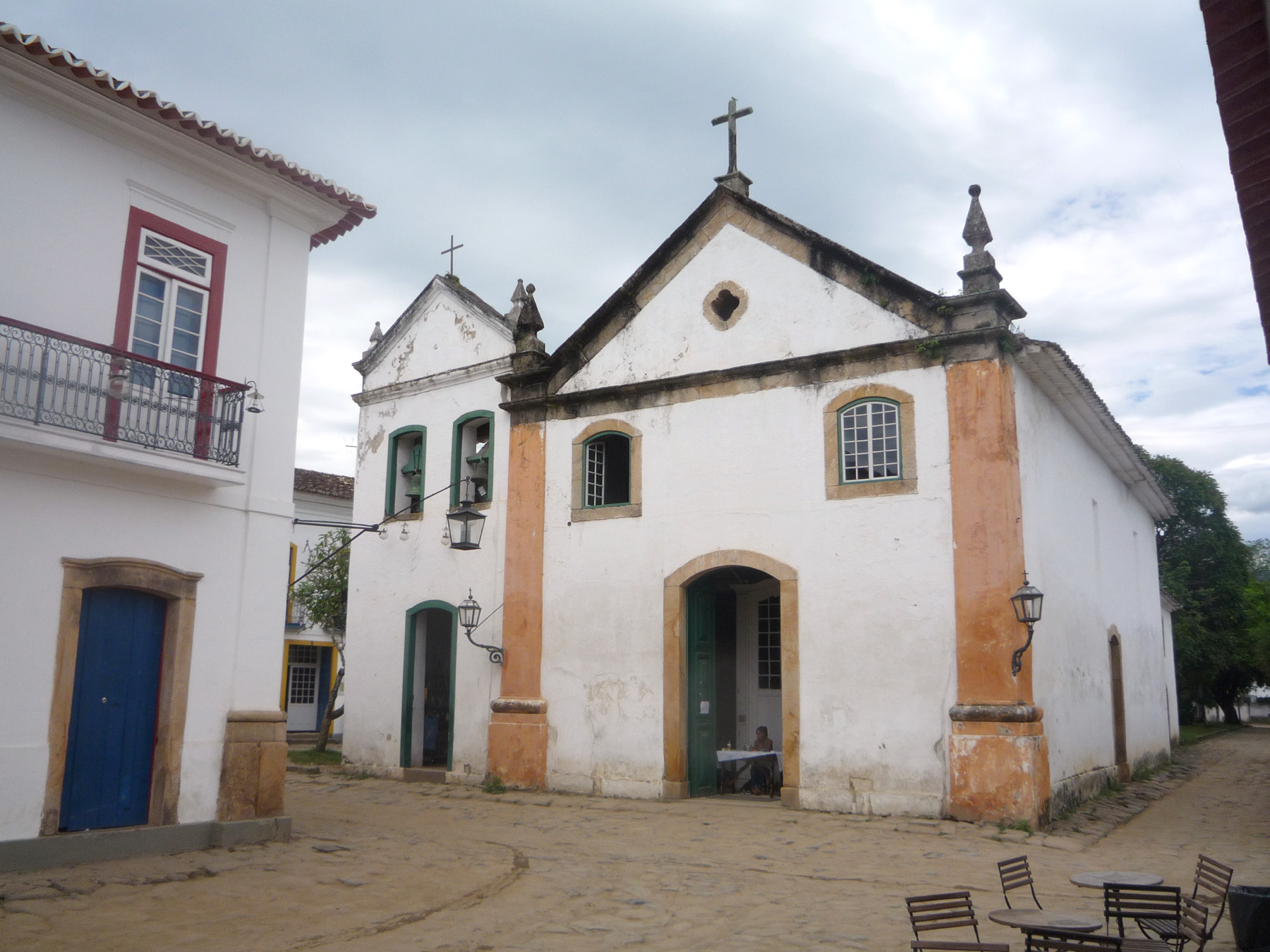
Igreja de Nossa Senhora do Rosário dos Homens Pretos e de São Benedito, Paraty.

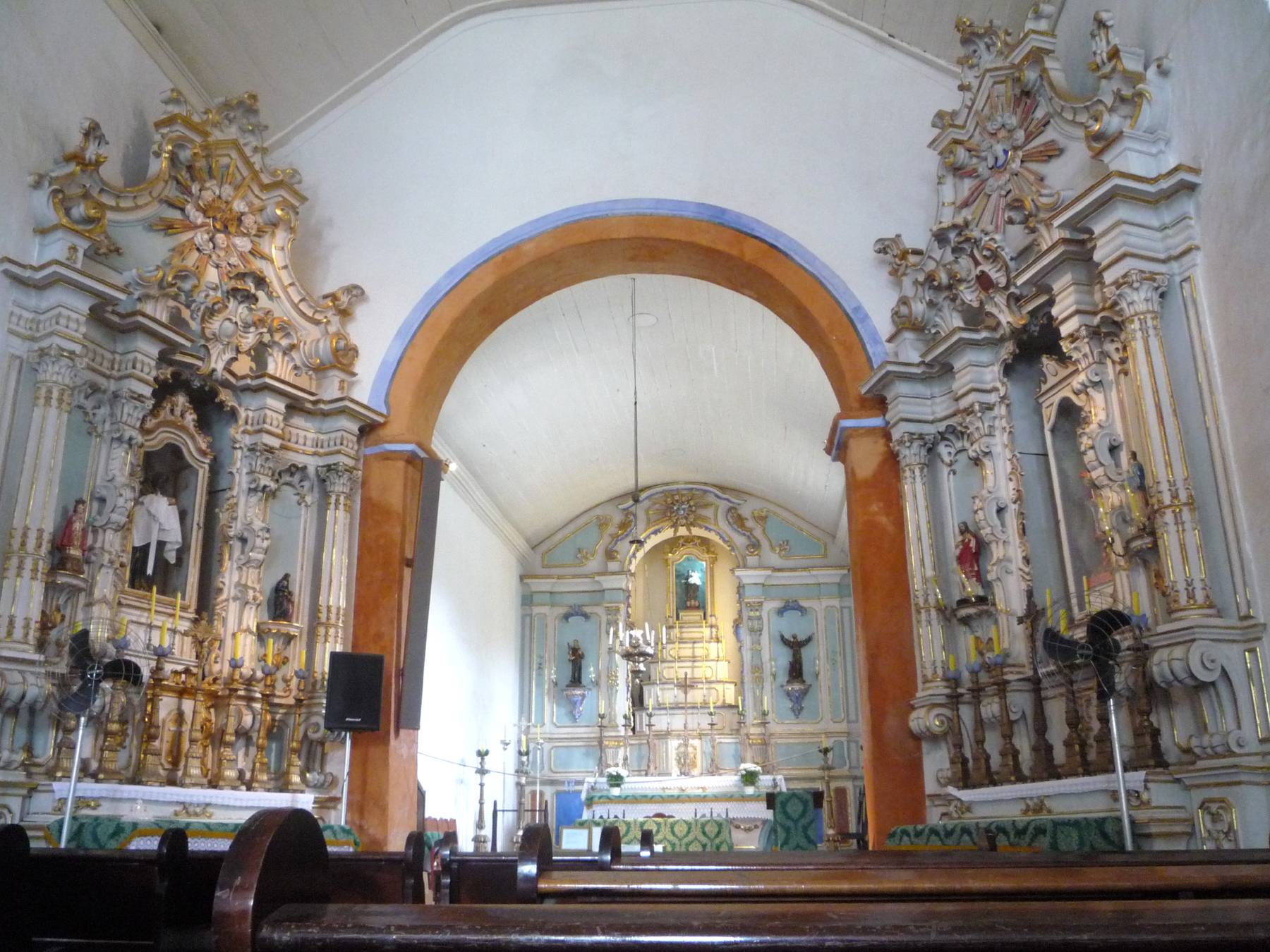
Igreja de N. Sra. do Rosário dos Homens Pretos e de São Benedito: altar.

A Igreja de Nossa Senhora do Rosário dos Homens Pretos e de São Benedito localiza-se em Paraty, no estado do Rio de Janeiro, no Brasil. É um patrimônio cultural nacional, tombado pelo Instituto do Patrimônio Histórico e Artístico Nacional (IPHAN), na data de 13 de 1962, sob o processo de nº 658-T-1962.

## História
Foi construída, a pedido dos irmãos Manuel Ferreira dos Santos e Pedro, em 1725, para os escravos que ajudaram na construção. Criada em 1750, a Irmandade de Nossa Senhora do Rosário dos Homens Pretos, integradas por negros, reconstruiu a igreja poucos anos mais tarde, em 1757.
Sofreu intervenção de restauro em 2002 com recursos do Ministério da Cultura, sob a supervisão do arquiteto e museólogo paratiense Júlio César Dantas.
As festividades da igreja ocorrem no mês de Novembro, com missa, procissão, ladainhas e celebrações tradicionais como as figuras do Rei e da Rainha, as Folias e o mastro com as imagens dos santos.

## Características
Apresenta planta retangular e decoração no estilo maneirista. Nela se destacam os altares de São Benedito e de São João, em talha dourada, e um lustre em cristal, com suporte em forma de abacaxi. O altar-mor é dedicado a Nossa Senhora do Rosário.